# والتر هاربر (قسيس)
والتر هاربر (بالإنجليزية: Walter Harper)‏ هو قسيس نيوزيلندي، ولد في 12 يناير 1848، وتوفي في 6 يناير 1930.